# Nykulla
Nykulla este o arie protejată (arie specială de conservare — SAC, sit de importanță comunitară — SCI) din Suedia întinsă pe o suprafață de 4,4 ha, integral pe uscat.

## Localizare
Centrul sitului Nykulla este situat la coordonatele 57°17′46″N 14°38′26″E / 57.2962°N 14.6405°E.

## Înființare
Situl Nykulla a fost declarat sit de importanță comunitară în aprilie 2004 pentru a proteja un număr necunoscut de specii din flora spontană și fauna sălbatică aflate în arealul zonei. Situl a fost protejat și ca arie specială de conservare în martie 2011.

## Biodiversitate
Situată în ecoregiunea boreală, aria protejată conține 3 habitate naturale: Formațiuni ierboase bogate în specii de Nardus, dezvoltate pe substraturi silicioase în zone montane (și în zone submontane, în Europa continentală), Pajiști fino-scandinave uscate până la mezice, bogate în specii de altitudine mică, Pajiști uscate europene.
La baza desemnării sitului se află un număr nedeclarat de specii protejate.